# San Giovanni Bianco
San Giovanni Bianco är en ort och kommun i provinsen Bergamo i regionen Lombardiet i Italien. Kommunen hade 4 765 invånare (2018).